# Вельбокі
Вельбокі (пол. Wielboki, нім. Deutsch Fuhlbeck) — село в Польщі, у гміні Вешхово Дравського повіту Західнопоморського воєводства.
Населення — 84 особи (2011).
У 1975-1998 роках село належало до Кошалінського воєводства.

## Демографія
Демографічна структура станом на 31 березня 2011 року:
|          | Загалом | Допрацездатний вік | Працездатний вік | Постпрацездатний вік |
| -------- | ------- | ------------------ | ---------------- | -------------------- |
| Чоловіки | 41      | 16                 | 22               | 3                    |
| Жінки    | 43      | 11                 | 21               | 11                   |
| Разом    | 84      | 27                 | 43               | 14                   |